# رپلات

موقعیت پل رپلات در فنلاند

رپلات (انگلیسی: Replot، فنلاندی: Raippaluoto) جزیره‌ای در کوارکن ("گلوگاه") است، باریک‌ترین بخش خلیج بوتنی در بخش شمالی دریای بالتیک. این جزیره حدود ۲۱۰۰ نفر جمعیت دارد که تقریباً فقط سوئدی زبان هستند. مساحت آن حدود ۱۵۰ کیلومتر مربع (۵۸ مایل مربع) است و یکی از بزرگترین جزایر فنلاند محسوب می‌شود. رپلات تا سال ۱۹۷۳ یک شهرداری مستقل بود، تا اینکه در شهرداری کرسهلم، در نزدیکی واسا، ادغام شد.
این منطقه از قبل از سلطه سوئد بر فنلاند مسکونی بوده است. اولین سکونتگاه‌ها را می‌توان حداقل به قرن یازدهم و احتمالاً قبل از آن نسبت داد. امروزه چهار جامعۀ اصلی در این جزیره وجود دارد: رپلات کیرکوبی، نورا والگراند، سودرا والگراند و سودروددن که اکثر آنها توسط مدارس ابتدایی خود اداره می‌شوند، اگرچه برخی از مدارس در سال‌های اخیر تعطیل شده‌اند. از سال ۱۹۹۷، رپلات از طریق پل رپلات به سرزمین اصلی متصل شده و جایگزین اتصال کشتی قبلی شده است که از سال ۱۹۵۲ برقرار بود. این پل تاکنون (۲۰۲۵) طولانی‌ترین پلی است که در فنلاند ساخته شده است، با طول ۱۰۴۵ متر (۳۴۲۸ فوت).

نشان رسمی شهرداری رپلات

رپلات بخشی از یک مجمع‌الجزایر بزرگتر است و بیشتر جزایر کوچک اطراف آن به طور سنتی به عنوان اردوگاه‌های ماهیگیری مورد استفاده قرار می‌گرفته‌اند. امروزه این ساختمان‌ها عموماً به عنوان کلبه‌های تابستانی مورد استفاده قرار می‌گیرند، زیرا فعالیت‌های دریایی نقش بزرگی در فرهنگ منطقه ایفا می‌کنند. ماهیگیری امروزه عمدتاً یک فعالیت تفریحی است، اما هنوز تعدادی ماهیگیر حرفه‌ای در رپلات فعال هستند.
در شمال رپلات، جزیره بیورک قرار دارد که قبلاً متعلق به شهرداری بیورکوبی بود، که نام روستای اصلی آن نیز هست.

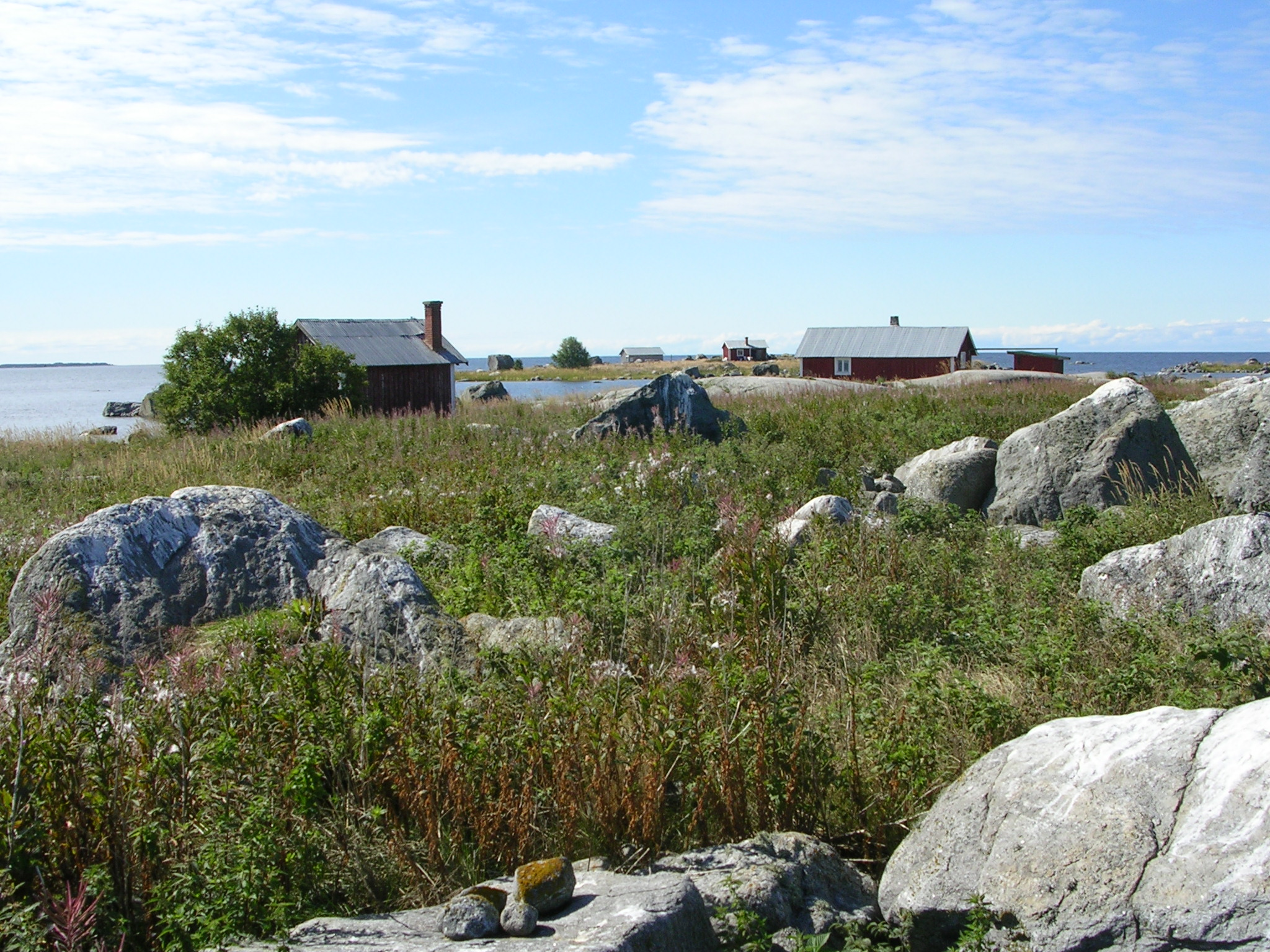
ساحل سنگی متداول در مجمع الجزایر رپلات.

بخش بزرگی از مجمع‌الجزایر ریپلوت به عنوان میراث جهانی یونسکو تعیین شده است.